# Radnóti Tamás
Radnóti Tamás (Budapest, 1959. április 3. –) Kozma Lajos Kézműves Iparművészeti Ösztöndíjas belsőépítész.
Radnóti Tamás egyetemi tanulmányait 1979- től 1984-ig végezte a Magyar Iparművészeti Főiskola belsőépítész tanszékén. Kozma Lajos Kézműves Iparművészeti Ösztöndíjban részesült (1988–1990). 1984-től 1999-ig tanított a Unicat Design Stúdióban belsőépítészként. 1997-től 1999-ig a Magyar Iparművészeti Főiskolán tanított. A kozma Lajos-díjas beszámoló kiállítása az Iparművészeti Múzeumban volt. 1993-ban Milánóban a Studio Zeusban állított ki. Ugyanebben az évben többszöt Németországban (Stuttgart, Markröningen). 1995-ben a VAM Design Stúdióban rendezett tárlatot. 1999-ben az Ernst Múzeumban szerepelt az Academie Scloss Solitude-ban a stuttgarti ösztöndíjjal.